# Моедас-де-Гранаділья
Моедас-де-Гранаділья (ісп. Mohedas de Granadilla) — муніципалітет в Іспанії, у складі автономної спільноти Естремадура, у провінції Касерес. Населення — 990 осіб (2010).
Муніципалітет розташований на відстані близько 210 км на захід від Мадрида, 90 км на північ від Касереса.

## Демографія
Динаміка населення (INE ):